# Lennar

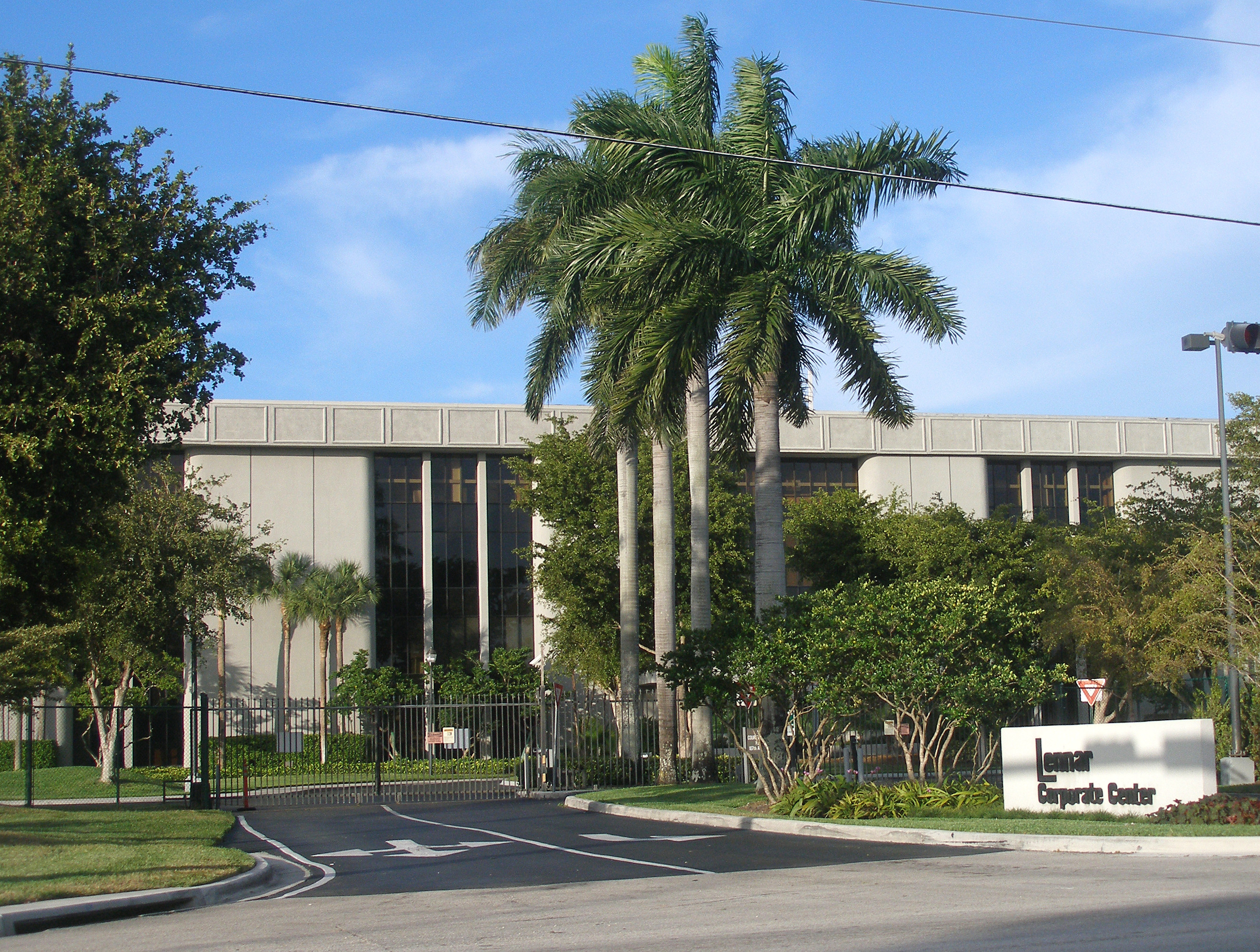
Verwaltungssitz des Unternehmens in Fountainbleau

Lennar ist ein US-amerikanisches Bauunternehmen, das sich auf den Bau von privaten Eigenheimen spezialisiert hat. 
Das Unternehmen wurde 1954 von Gene Fisher und Arnold Rosen als F&R Builders in Miami gegründet und bediente den Markt in der Region um Miami. Im Jahr 1956 wurde Leonard Miller Miteigentümer des Unternehmens und übernahm die Anteile von Gene Fisher. 1971 firmierte F&R Builders zu Lennar um, eine Verbindung der Vornamen der Eigentümer Leonard und Arnold. Im selben Jahr ging die Lennar Corporation an die Börse. Durch die Übernahme des Wettbewerbers U.S. Home im Jahr 2000 verdoppelte das Unternehmen seine Größe. Durch die Fusion mit CalAtlantic Homes 2018 entstand das größte Unternehmen der Branche in den Vereinigten Staaten. Seit 1981 vergibt Lennar Hypothekendarlehen durch die Tochtergesellschaft Universal American Mortgage Company (heute Eagle Home Mortgage).